# Castleruddery Motte
Castleruddery Motte (irisch Móta Chaisleán an Ridire) ist eine Motte 2 km ostnordöstlich des Dorfes Stratford-on-Slaney im irischen County Wicklow. Der Mound liegt an einem Hang 400 Meter nördlich des Flusses Slaney und gilt als National Monument.

## Geschichte
Die Motte wurde Ende des 12. Jahrhunderts, nach der normannischen Invasions Irlands, errichtet. Sie liegt nahe einer damals erwähnten frühen Kirche, die auf Land der Diözese Glendalough steht. Anfang des 13. Jahrhunderts wurde die Motte Teil des episkopalen Gutes und wurde schließlich dem Dekan der St.-Patricks-Kathedrale in Dublin zugesprochen. Ein Borough bildete sich um das Gut, zu dem auch die Motte gehörte.

## Beschreibung
Castleruddery Motte ist rund und hat einen Innendurchmesser von 30 Metern. Sie ist von einem Erddamm umschlossen. Die Motte sicherte einen Flussübergang.